# Regensburg–Neuoffingen-vasútvonal
A Regensburg–Neuoffingen-vasútvonal (Donautalbahn) egy normál nyomtávolságú, részben 15 kV 16,7 Hz váltakozó áramrendszerrel villamosított egyvágányú vasútvonal Németországban Regensburg és Offingen között. A vasútvonal hossza 96,8 km, engedélyezett legnagyobb sebesség 140 km/h.